# Randi Elisabeth Dyrdal
Randi Elisabeth Dyrdal er en norsk håndboldspiller. Hun spillede 35 kampe og scorede 13 mål for Norges håndboldlandshold mellem 1974 og 1977. Hun deltog også under VM 1975 hvor holdet kom på en 8.-plads.